# Pocillopora acuta
Espèce
Statut CITES
Pocillopora acuta est une espèce de coraux appartenant à la famille des Pocilloporidae.